# 1846 год
1846 (ты́сяча восемьсо́т со́рок шесто́й) год  по григорианскому календарю — невисокосный год, начинающийся в четверг. Это 1846 год нашей эры, 6‑й год 5‑го десятилетия XIX века 2‑го тысячелетия, 7‑й год 1840‑х годов. Он закончился 179 лет назад.
| Пн | Вт | Ср | Чт | Пт | Сб | Вс |
|    |    |    | 1  | 2  | 3  | 4  |
| 5  | 6  | 7  | 8  | 9  | 10 | 11 |
| 12 | 13 | 14 | 15 | 16 | 17 | 18 |
| 19 | 20 | 21 | 22 | 23 | 24 | 25 |
| 26 | 27 | 28 | 29 | 30 | 31 |    |

| Пн | Вт | Ср | Чт | Пт | Сб | Вс |
|    |    |    |    |    |    | 1  |
| 2  | 3  | 4  | 5  | 6  | 7  | 8  |
| 9  | 10 | 11 | 12 | 13 | 14 | 15 |
| 16 | 17 | 18 | 19 | 20 | 21 | 22 |
| 23 | 24 | 25 | 26 | 27 | 28 |    |

| Пн | Вт | Ср | Чт | Пт | Сб | Вс |
|    |    |    |    |    |    | 1  |
| 2  | 3  | 4  | 5  | 6  | 7  | 8  |
| 9  | 10 | 11 | 12 | 13 | 14 | 15 |
| 16 | 17 | 18 | 19 | 20 | 21 | 22 |
| 23 | 24 | 25 | 26 | 27 | 28 | 29 |
| 30 | 31 |    |    |    |    |    |

| Пн | Вт | Ср | Чт | Пт | Сб | Вс |
|    |    | 1  | 2  | 3  | 4  | 5  |
| 6  | 7  | 8  | 9  | 10 | 11 | 12 |
| 13 | 14 | 15 | 16 | 17 | 18 | 19 |
| 20 | 21 | 22 | 23 | 24 | 25 | 26 |
| 27 | 28 | 29 | 30 |    |    |    |

| Пн | Вт | Ср | Чт | Пт | Сб | Вс |
|    |    |    |    | 1  | 2  | 3  |
| 4  | 5  | 6  | 7  | 8  | 9  | 10 |
| 11 | 12 | 13 | 14 | 15 | 16 | 17 |
| 18 | 19 | 20 | 21 | 22 | 23 | 24 |
| 25 | 26 | 27 | 28 | 29 | 30 | 31 |

| Пн | Вт | Ср | Чт | Пт | Сб | Вс |
| 1  | 2  | 3  | 4  | 5  | 6  | 7  |
| 8  | 9  | 10 | 11 | 12 | 13 | 14 |
| 15 | 16 | 17 | 18 | 19 | 20 | 21 |
| 22 | 23 | 24 | 25 | 26 | 27 | 28 |
| 29 | 30 |    |    |    |    |    |

| Пн | Вт | Ср | Чт | Пт | Сб | Вс |
|    |    | 1  | 2  | 3  | 4  | 5  |
| 6  | 7  | 8  | 9  | 10 | 11 | 12 |
| 13 | 14 | 15 | 16 | 17 | 18 | 19 |
| 20 | 21 | 22 | 23 | 24 | 25 | 26 |
| 27 | 28 | 29 | 30 | 31 |    |    |

| Пн | Вт | Ср | Чт | Пт | Сб | Вс |
|    |    |    |    |    | 1  | 2  |
| 3  | 4  | 5  | 6  | 7  | 8  | 9  |
| 10 | 11 | 12 | 13 | 14 | 15 | 16 |
| 17 | 18 | 19 | 20 | 21 | 22 | 23 |
| 24 | 25 | 26 | 27 | 28 | 29 | 30 |
| 31 |    |    |    |    |    |    |

| Пн | Вт | Ср | Чт | Пт | Сб | Вс |
|    | 1  | 2  | 3  | 4  | 5  | 6  |
| 7  | 8  | 9  | 10 | 11 | 12 | 13 |
| 14 | 15 | 16 | 17 | 18 | 19 | 20 |
| 21 | 22 | 23 | 24 | 25 | 26 | 27 |
| 28 | 29 | 30 |    |    |    |    |

| Пн | Вт | Ср | Чт | Пт | Сб | Вс |
|    |    |    | 1  | 2  | 3  | 4  |
| 5  | 6  | 7  | 8  | 9  | 10 | 11 |
| 12 | 13 | 14 | 15 | 16 | 17 | 18 |
| 19 | 20 | 21 | 22 | 23 | 24 | 25 |
| 26 | 27 | 28 | 29 | 30 | 31 |    |

| Пн | Вт | Ср | Чт | Пт | Сб | Вс |
|    |    |    |    |    |    | 1  |
| 2  | 3  | 4  | 5  | 6  | 7  | 8  |
| 9  | 10 | 11 | 12 | 13 | 14 | 15 |
| 16 | 17 | 18 | 19 | 20 | 21 | 22 |
| 23 | 24 | 25 | 26 | 27 | 28 | 29 |
| 30 |    |    |    |    |    |    |

| Пн | Вт | Ср | Чт | Пт | Сб | Вс |
|    | 1  | 2  | 3  | 4  | 5  | 6  |
| 7  | 8  | 9  | 10 | 11 | 12 | 13 |
| 14 | 15 | 16 | 17 | 18 | 19 | 20 |
| 21 | 22 | 23 | 24 | 25 | 26 | 27 |
| 28 | 29 | 30 | 31 |    |    |    |

## События
- 10 февраля — на северо-востоке Австрийской империи вспыхнуло Галицийское восстание. Подавлено в апреле[1].
- 20 февраля — польское демократическое общество подняло в Кракове восстание, которое должно стать началом общепольского восстания[2].
- 22 февраля — польские патриоты, захватившие Краковскую республику сформировали в Кракове Национальное правительство Польской республики. Диктатором восстания стал Ян Тыссовский[2].
- 27 февраля — под Краковом погиб один из лидеров Краковского восстания Эдуард Дембовский[2].
- 1 марта — восстание в Республике Гаити. Восставшие провозгласили президентом генерала Жана-Батиста Рише.
- 3 марта — русская и австрийская армия взяли Краков, подавив Краковское восстание 1846 года[2].
- 24 марта — в Республике Гаити восставшие свергли президента Жана-Луи Пьеро. Президентом стал генерал Жан-Батист Рише.
- 23 апреля — началась Мексикано-американская война.
- 8 мая — Сражение при Пало-Альто, первое сражение американо-мексиканской войны.
- 13 мая — Соединённые Штаты Америки официально объявили войну Мексике[3].
- 15 мая — В Санкт-Петербурге было основано Императорское Русское археологическое общество.
- 16 мая — на Волге началась первая навигация парохода «Волга».
- 1 июня — аргентинский диктатор Хуан Мануэль де Росас расформировал «Народное общество Реставрации» (масорка)[4].
- 23 июня — бельгийский мастер Адольф Сакс получил патент на своё изобретение — новый духовой инструмент, названный в честь автора.
- 8 июля — организован первый в России Санкт-Петербургский парусный яхт-клуб.[когда?]
- 23 сентября — открыта планета Нептун.
- 16 октября — считается днём рождения анестезиологии: в главной больнице Массачусетса зубной врач Уильям Мортон впервые серным эфиром усыпил молодого человека, которому хирург Джон Уорен[англ.] произвёл операцию по удалению подчелюстной сосудистой опухоли. В этот день отмечается Всемирный день анестезиолога.
- 6 ноября — Российская империя, Пруссия и Австрийская империя подписали договор, по которому была ликвидирована Краковская республика; её территория передана Австрии[2].
- 18 декабря — российский император Николай I издал рескрипт о правах беков и агаларов Азербайджана[5].
- 26 декабря — образована Шемахинская губерния Российской империи[5].
- На вооружение крепостной и береговой артиллерии поступил железный лафет, созданный полковником Венгловским[6].
- Появился счислитель Куммера, который серийно выпускался более 100 лет — до семидесятых годов XX века.
- Основана фирма по производству точной механики и оптических систем «Карл Цейсс Йена».
- Основан Графенталь, являющийся одним из старейших заводов Тюрингии, производящим традиционные немецкие фигурки и скульптуру из фарфора.
- Американка Нэнси Джонсон[англ.] изобрела машину для производства мороженого с ручным приводом.

## Родились
См. также: Категория:Родившиеся в 1846 году
- 5 января — немецкий философ-идеалист Рудольф Кристоф Эйкен, лауреат Нобелевской премии по литературе 1908 г.
- 1 марта — Василий Васильевич Докучаев — знаменитый российский почвовед, испытатель природы, исследователь русского чернозёма
- 2 марта — Тереза Мария Креста, блаженная римско-католической церкви, монахиня.
- 5 мая — Генрик Сенкевич, польский писатель, лауреат Нобелевской премии по литературе 1905 г.
- 30 мая — русский ювелир Карл Фаберже.
- 17 июля — родился учёный-этнограф, путешественник Николай Николаевич Миклухо-Маклай.
- 6 октября — Джорж Вестингауз, американский промышленник, инженер и предприниматель. Изобретатель воздушных тормозов железнодорожного подвижного состава.
- 10 ноября — Мартин Веге́лиус, финский композитор, дирижёр, педагог и музыкально-общественный деятель

## Скончались
См. также: Категория:Умершие в 1846 году
- 4 февраля — Варлаам Чикойский, игумен Чикойского Иоанно-Предтеченского монастыря, святой Русской церкви.
- 17 марта — Фридрих Вильгельм Бессель, величайший астроном XIX века (род. 1784).
- 7 апреля — Питер Вильгельм Генрих Хоссбах (1784—1846) — немецкий протестантский богослов (род. 1784).
- 8 июня — Родольф Тёпфер, швейцарский писатель и художник (род. 1799).
- 3 июля — Николай Алексеевич Полевой, русский писатель, драматург, литературный и театральный критик, журналист и историк (род. 1796).
- 23 августа — Вильгельм Карлович Кюхельбекер, русский писатель, поэт, драматург и общественный деятель (род. 1797).
- 24 августа — Иван Фёдорович Крузенштерн, русский мореплаватель, адмирал (1842), член-корреспондент (1803), почётный член (1806) Петербургской Академии наук (род. 1770).
- 25 августа — Джузеппе Ачерби, итальянский естествоиспытатель, путешественник, писатель, археолог, дипломат и этнограф (род. 1773).
- 10 декабря — Федерико Конфалоньери, ломбардский патриот, один из борцов за освобождение Италии (род. 1785).
- 15 декабря — Александр Иванович Тургенев, российский государственный деятель, историк (род. 1784).